# Panonychus lishanensis
Panonychus lishanensis är en spindeldjursart som beskrevs av Tseng 1990. Panonychus lishanensis ingår i släktet Panonychus och familjen Tetranychidae. Inga underarter finns listade i Catalogue of Life.